# Almeirim
Almeirim este un oraș în Districtul Santarém, Portugalia.